# Christoph Röntgen
Christoph Röntgen ist ein ehemaliger deutscher Basketballspieler.

## Laufbahn
Röntgen kam 1992 aus der eigenen Jugend in die Bundesliga-Mannschaft des MTV 1846 Gießen. Durchsetzen konnte er sich in der höchsten deutschen Spielklasse nicht, Röntgen kam während der Bundesliga-Saison 1992/93 auf einen Einsatz für den MTV.
Später spielte er für den TSV Heumaden und den SV Möhringen.